# Mercado Morelos (Zamora)

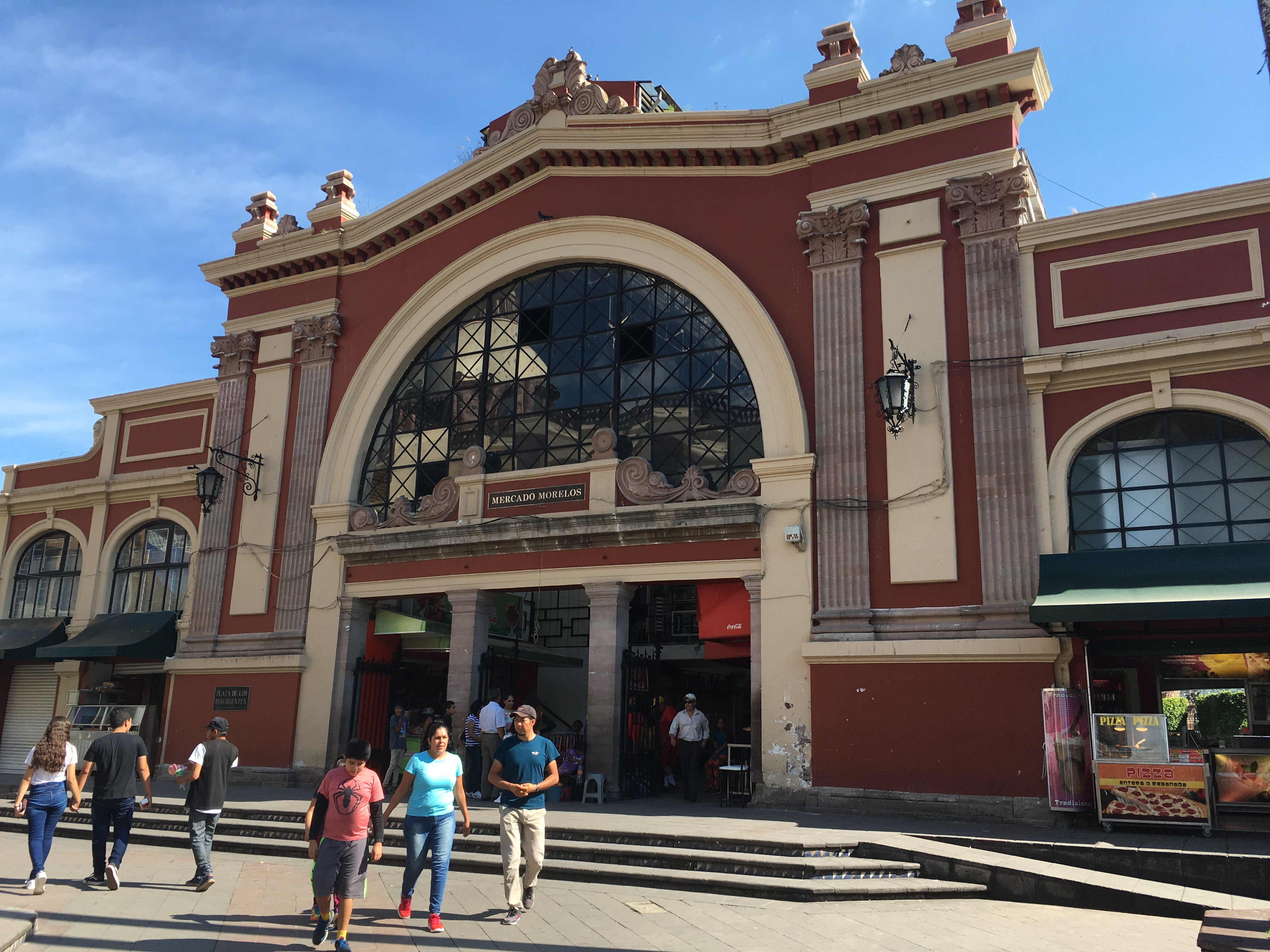
Mercado Morelos.

El Mercado Morelos es un antiguo mercado ubicado en la ciudad de Zamora de Hidalgo en el estado de Michoacán de Ocampo, México. Se encuentra localizado en la zona del Centro histórico de Zamora de Hidalgo, frente a un costado de la actual Catedral de Zamora de Hidalgo.
El Mercado Morelos es un inmueble de mediano tamaño pero que sobresale por su valor histórico y arquitectónico. La obra data de principios del siglo XX y se construyó como una medida para modernizar los servicios públicos en la ciudad como parte de un programa integral urbano que ocurrió en esa época. El recinto representó una innovación arquitectónica para la ciudad en ese tiempo ya que está constituido esencialmente por una estructura de acero y cristal con revestimiento en piedra (cantera), en la modalidad de la llamada arquitectura del hierro el cual es un modo de construcción surgido en Europa durante la época de la Revolución industrial y que se implementó en varias ciudades en México durante la época del Porfiriato.
El recinto está conformado por una planta rectangular, con cubierta en dos aguas. Presenta el estilo ecléctico con inspiración en el neoclásico. Actualmente el inmueble funciona como mercado de dulces donde se ofertan los tradicionales dulces regionales de Zamora entre los que se encuentra el postre de leche llamado chongos zamoranos. El inmueble recibe el nombre de “Mercado Morelos” en homenaje al héroe de la Independencia de México, José María Morelos y Pavón.

## Historia
El Mercado Morelos inició su construcción en 1907, siendo concluido e inaugurado en 1913. Se edificó con el fin de ordenar y modernizar el comercio local de la ciudad. Creando un establecimiento techado permitiendo mayor orden, salubridad y conservación de productos como los lácteos y cárnicos, además de que se expendían otros productos agrícolas.
La obra fue promovida por el Ayuntamiento de Zamora implementando el modelo de los mercados techados que se desarrollaban en otras ciudades de México, al estilo de los mercados construidos en ese tiempo en Europa los cuales fueron levantados en el modo constructivo de la arquitectura del hierro, durante la época conocida como la Revolución industrial, específicamente en la Segunda revolución industrial.
El sistema constructivo del Mercado Morelos representó una innovación tecnológica en la ciudad de Zamora al ser el primer edificio levantado completamente por una estructura en acero unida con remaches.
En ese tiempo en México se desarrollaban los últimos años del periodo del presidente Porfirio Díaz conocido como el Porfiriato, donde en 1910 estalló la Revolución mexicana. En el periodo del gobierno Porfirista se mandó modernizar y construir infraestructura en todo el país teniendo como modelo lo desarrollado en Europa especialmente en Francia de la Belle Époque. Donde se reproducían los entonces estilos arquitectónicos y constructivos que marcaban la pauta en el mundo. Como lo fueron en este caso las obras levantadas en estructuras de acero como mercados y estaciones de ferrocarril entre otras, utilizando como materiales esenciales el hierro y el cristal. En México se desarrollaron varios mercados en este tipo constructivo en ciudades como Guanajuato, Guadalajara, Puebla, Morelia, Toluca, entre otras.
Los mercados techados que se implementaron en México a finales del siglo XIX y principios del siglo XX acordes a la influencia europea de la época, de alguna manera marcan una reinvención de los tradicionales mercados parián que existieron en la época colonial española.

## Arquitectura

### Estilo arquitectónico y constructivo
El Mercado Morelos es un inmueble edificado en el modelo de la arquitectura del hierro, compuesto por una estructura de acero y cristal, con revestimientos en concreto y piedra (cantera). La estructura está conformada por piezas de hierro fundido unidas por remaches.
Algunos ejemplos de mercados edificados en este estilo constructivo en el mundo son el Mercado Central de Zaragoza (Zaragoza, España), Mercado del Puerto de La Luz (Canarias, España), Mercado Central de Salamanca (Salamanca, España), Mercado de San Miguel (Madrid, España), Mercado Central de Santiago (Santiago de Chile, Chile) entre otros.
El Mercado Morelos presenta como estilo la arquitectura ecléctica con inspiración en el estilo neoclásico. Destaca por sus elementos en el orden corintio, molduras con formas neoclásicas. El diseño del inmueble tiene una apariencia exterior similar al Mercado Central de Zaragoza en España.

### Descripción arquitectónica
El inmueble presenta una planta rectangular y está conformado por una nave que soporta una estructura de acero, con cubierta de dos aguas. El exterior presenta a sus extremos dos fachadas principales de diseño similar, las cuales sirven de acceso. A los costados del inmueble se ubican fachadas laterales también de diseño similar las cuales se encuentran conformadas por locales comerciales que dan a la calle. Frente al inmueble se ubica una pequeña plaza presidida por una antigua fuente de base octagonal. Así mismo el recinto se encuentra circundado por pequeñas calles peatonales, que además funcionan como andador comercial.
- Fachadas principales: están conformadas en su parte central por un pórtico de acceso soportado por pilares de cantera, en su parte superior se ubica una marquesina de cantera que señala con letras de bronce “Mercado Morelos”. Sobre el pórtico se levanta un gran arco de medio punto que sirve como ventanal el cual presenta cubierta de herrería y cristal, a sus costados se encuentran pilastras adosadas de cantera con capitel corintio. En la parte superior la fachada es terminada por un frontis semi triangular, rematando con molduras y en sus extremos con almenas de cantera. Por otra parte a los costados del área central de la fachada, se encuentran alternando de cada lado dos locales comerciales y sobre de ellos un par de arcos de medio punto que sirven como ventanales.

- Fachadas laterales: las fachadas laterales del inmueble están compuestas en su primer nivel por una serie de locales comerciales que dan a la calle, y sobre de ellos se ubica una hilera de ventanas de arco de medio punto que permiten la iluminación natural en el interior. En su parte central se ubican lo que fueron puertas de acceso secundarias al interior, las cuales hoy se encuentran cerradas con locales comerciales. Las fachadas son rematadas por una cornisa en cantera.

- Interior: el interior que presenta planta rectangular, no conserva su fisonomía original ya que se construyeron a los laterales nuevos locales comerciales en concreto formado un pasaje comercial, sobre de estos se ubican otros locales a los cuales se accede por escaleras. Todo el interior es techado por una cubierta de lámina en forma de dos aguas, soportada en una estructura de acero unida con remaches.